# سرخي (أصفهان)
سرخي هي قرية في مقاطعة أصفهان، إيران. يقدر عدد سكانها بـ 12 نسمة بحسب إحصاء 2016.